# Osamělost
Osamělost je obvykle nepříjemná emoční reakce na izolaci nebo absenci společnosti a typicky zahrnuje úzkostné pocity vztahující se k absenci mezilidských vztahů a komunikace s ostatními lidmi jak v současnosti, tak i s výhledem do budoucna. Člověk může cítit osamělost i když je obklopen jinými lidmi. Příčiny osamělosti jsou různé a zahrnují sociální, mentální, emoční a dokonce i fyzické faktory.
Podle výzkumu společnosti STEM/MARK z roku 2022 trpí osamělostí přibližně 25 % seniorů v České republice. U osob nad 80 let toto číslo stoupá na 40 %. Situace je horší pro seniorky, které často zůstávají samy po smrti partnera. Výzkumy ukazují, že osamělost může mít vážné následky – jak na duševní, tak fyzické zdraví.